# Dirty Dancing (Musical)

Der Dirty Dancing Schriftzug

Dirty Dancing ist ein Musical und eine Musik- und Tanzshow, die auf dem gleichnamigen Film aus dem Jahr 1987 basiert. Geschrieben wurde die Show von Eleanor Bergstein.
Insgesamt 51 Songs aus den 1960er und 1980er Jahren sowie erweiterte Tanzszenen lassen in der Show den Sommer 1963 wieder aufleben.

## Handlung
Die 17-jährige Frances Houseman, von allen Baby genannt, verbringt den Sommerurlaub zusammen mit ihren Eltern und ihrer Schwester Lisa im Hotel der Kellermans. Der Urlaub droht alles andere als aufregend zu werden: Tagsüber werden Spiele wie Hufeisenwerfen und Scharade sowie Tanzstunden für Standardtänze veranstaltet, auch das Abendprogramm mit Sketchen und dem Auftritt eines Zauberers steht dem in puncto Langeweile in nichts nach.
Doch als sich Baby eines Abends verbotenerweise in den für die Angestellten vorbehaltenen Bereich der Anlage wagt, lernt sie eine völlig andere Seite des Hotels kennen: Nacht für Nacht lassen Tanzlehrer, Kellner und Animateure ihre Hüften im heißen, erotischen „Dirty-Dancing“-Stil rotieren. Auch hier ist der Tanzlehrer und Herzensbrecher Johnny Castle, der Baby schon zuvor aufgefallen ist, wieder der strahlende Mittelpunkt.
Zufällig bekommt Baby mit, dass Penny, die Tanzpartnerin von Johnny in Schwierigkeiten steckt. Sie ist ungewollt von einem der Kellner schwanger geworden und dieser ist in keiner Weise dazu bereit, ihr zu helfen. Unglücklicherweise steht demnächst auch ein wichtiger Auftritt von Johnny und Penny bevor, der auf jeden Fall stattfinden muss. Und so hilft Baby nicht nur mit Geld für eine Abtreibung aus, sondern wird zusätzlich auch Johnnys Tanzpartnerin.
Während der Proben kommen sich Johnny und Baby langsam näher, Johnny muss feststellen, dass hinter dem schüchternen Mädchen weitaus mehr steckt, als auf den ersten Blick zu erkennen ist und auch Baby lernt einen völlig anderen Johnny kennen.
Als Johnny zu Unrecht des Diebstahls verdächtigt wird und die bisher heimliche Liebe der beiden ans Licht kommt – sehr zum Ärger der Eltern, die für ihre Tochter ganz andere Pläne hatten – wird dem Tanzlehrer gekündigt. Doch noch ist der Sommer nicht vorbei, die Proben für die rauschende Abschlussveranstaltung laufen auf Hochtouren.

## Aufführungen

### Aufführungen im Ausland
Die Show hatte ihre Weltpremiere am 18. November 2004 im Theatre Royal in Sydney. Die gleiche Produktion ging in Australien und Neuseeland auf Tour mit Stationen in Melbourne (16. Juni 2005), Brisbane, Perth und Auckland. Seit dem 24. Oktober 2006 läuft Dirty Dancing - the classic story on stage im Aldwych Theatre in London (noch bis 9. Juli 2011). Von 2007 bis 2009 fand eine US Tour durch Toronto, Chicago, Boston und Los Angeles statt. Vom 9. März 2008 bis 28. Juni 2009 wurde Dirty Dancing - het onvergetelijke verhaal nu in het theater im Beatrix Theater in Utrecht aufgeführt.
| Aufführungsort                                                      | Premiere           | Derniere           |
| ------------------------------------------------------------------- | ------------------ | ------------------ |
| Sydney                                                              | 18. November 2004  | 14. Mai 2005       |
| Australien und Neuseeland Tour                                      | 16. Juni 2005      | 23. April 2006     |
| London                                                              | 24. Oktober 2006   | 9. Juli 2011       |
| Toronto                                                             | 15. November 2007  | 29. März 2009      |
| Utrecht                                                             | 9. März 2008       | 28. Juni 2009      |
| Vereinigte Staaten Tour                                             | 19. Oktober 2008   | 28. Juni 2009      |
| Vereinigtes Königreich und Irland Tour                              | 1. September 2011  | 15. Juni 2013      |
| Stockholm                                                           | 26. September 2012 | 12. Dezember 2012  |
| Internationale Tour (Johannesburg, Kapstadt, Hongkong und Singapur) | 4. November 2012   | 9. Juni 2013       |
| London                                                              | 13. Juli 2013      | 23. Februar 2014   |
| Vereinigtes Königreich und Irland Tour                              | 15. März 2014      | 17. Oktober 2015   |
| Nordamerika Tour                                                    | 2. September 2014  | 25. Juni 2017      |
| Mailand                                                             | 9. Oktober 2014    | 28. Dezember 2014  |
| Australien Tour                                                     | 3. Dezember 2014   | 31. Oktober 2015   |
| Paris                                                               | 15. Januar 2015    | 1. März 2015       |
| Kopenhagen                                                          | 27. Februar 2015   | 14. August 2016    |
| Frankreich und Belgien Tour                                         | 27. März 2015      | 10. Januar 2016    |
| Italien Tour                                                        | 27. Juni 2015      | 20. Dezember 2015  |
| Mexiko-Stadt                                                        | 9. Juni 2016       | 18. September 2016 |
| Vereinigtes Königreich und Europa Tour                              | 11. August 2016    | 23. September 2017 |
| London                                                              | 6. Dezember 2016   | 31. Dezember 2016  |
| Madrid                                                              | 14. Dezember 2016  | 5. Februar 2017    |
| Mexiko-Stadt                                                        | 26. Dezember 2016  | 6. Februar 2017    |
| Barcelona                                                           | 9. Februar 2017    | 12. März 2017      |
| Madrid                                                              | 16. März 2017      | 4. Juni 2017       |
| Spanien Tour                                                        | 7. Juni 2017       | 20. Januar 2019    |
| Vereinigte Staaten Tour                                             | 5. Oktober 2017    | 1. Juli 2018       |
| Barcelona                                                           | 6. Dezember 2017   | 25. Februar 2018   |
| Frankreich Tour                                                     | 12. Dezember 2017  | 17. April 2018     |
| Italien Tour                                                        | 13. Dezember 2017  | 13. Mai 2018       |
| Vereinigtes Königreich Tour                                         | 20. September 2018 | 17. August 2019    |
| Madrid                                                              | 26. September 2018 | 3. November 2018   |
| Spanien Tour                                                        | 10. Januar 2020    | 6. September 2020  |
| Dänemark Tour                                                       | 23. Oktober 2020   | 16. Juli 2023      |
| Vereinigtes Königreich Tour                                         | 29. Juli 2021      | 11. Dezember 2021  |
| London                                                              | 2. Februar 2022    | 16. April 2022     |
| Madrid                                                              | 8. September 2022  | 6. November 2022   |
| London                                                              | 2. Januar 2023     | 29. April 2023     |
| Vereinigtes Königreich Tour                                         | 25. Mai 2023       | 18. November 2023  |
| Paris                                                               | 12. Dezember 2023  | 23. Dezember 2023  |
| Paris                                                               | 22. November 2024  | 26. Januar 2025    |
| Mailand                                                             | 12. Dezember 2024  | 6. Januar 2025     |

### Aufführungen in Deutschland
Am 26. März 2006 löste Dirty Dancing - das Original Live on Stage das Musical Tanz der Vampire in der Neuen Flora in Hamburg ab und erlebte damit gleichzeitig seine Europapremiere. Verantwortlich für die Produktion in Hamburg ist die Stage Entertainment (ehemals Stage Holding). Die Show war dort bis zum 30. Juni 2008 zu sehen. Am 7. April 2009 feierte Dirty Dancing - Das Original live on Stage im Theater am Potsdamer Platz seine Berlin-Premiere und war dort bis 14. November 2010 zu sehen. Die von Mehr! Entertainment produzierte Tour der Bühnenshow Dirty Dancing - Das Original Live On Tour durch Deutschland, Österreich und die Schweiz hatte am 27. April 2014 Premiere im Berliner Admiralspalast. Das Stück gastierte dort bis zum 18. Mai 2014, weitere Stationen der Tour in Deutschland sind Köln, Bremen, München, Düsseldorf, Hamburg, Frankfurt am Main und Nürnberg.
Die deutschsprachige Textfassung wurde übersetzt von Anja Hauptmann.
| Aufführungsort                                      | Premiere         | Derniere          |
| --------------------------------------------------- | ---------------- | ----------------- |
| Hamburg (Neue Flora)                                | 26. März 2006    | 29. Juni 2008     |
| Berlin (Theater am Potsdamer Platz)                 | 5. April 2009    | 14. November 2010 |
| Oberhausen (Metronom Theater)                       | 19. Oktober 2011 | 8. Oktober 2012   |
| Deutschland, Schweiz und Österreich Tour            | 27. April 2014   | 2. August 2015    |
| Deutschland, Schweiz, Luxemburg und Österreich Tour | 24. Oktober 2017 | 17. März 2019     |
| Deutschland, Schweiz und Österreich Tour            | 22. Februar 2023 | 6. August 2023    |
| Schweiz und Deutschland Tour                        | 18. Juni 2024    | 14. Juli 2024     |

## Besetzung
Vom 26. März 2006 bis zum 25. März 2007 spielte Ina Trabesinger die Rolle der „Baby“, anschließend übernahm seit dem 27. März 2007 Tanja Schön den Part. In der Tourproduktion 2014/2015 ist Anna-Louise Weihrauch in der Rolle der „Baby“ zu sehen. Die Rolle des „Johnny“ wurde vom 26. März 2006 bis zum 9. Dezember 2007 von Martin van Bentem verkörpert, ab 11. Dezember 2007 von der bisherigen Zweitbesetzung Dominik Schulz. 2014/2015 spielte Mate Gyenei die Rolle.

### Besetzung der Tourproduktion 2014/2015
- Frances „Baby“ Houseman - Anna-Louise Weihrauch
- Johnny Castle - Máté Gyenei
- Penny Johnson - Marie-Luisa Kaster
- Marjorie Houseman - Tanja Kleine
- Jake Houseman - Martin Sommerlatte
- Lisa Houseman - Natalya Bogdanis
- Robbie - Lucas Baier
- Billy - Dennis Dobrowolski
- Max Kellerman - Fritz Hille
- Neil Kellerman - Benjamin A. Merkl
- Stan - Ulrich Schrauth
- Vivian Pressman - Kiara Gregory
- Moe Pressman - Wolfgang Schwingler
- Mr. Schumacher - Hans-Dieter Heiter
- Tito Suarez - Dennis Legree
- Jordan - Andrea Scibilia
- Leadsängerin - Tertia Botha